# Walter Frederick Morrison
Walter Frederick « Fred » Morrison, né le 23 janvier 1920 à Richfield dans l'Utah et mort le 9 février 2010 à Monroe, est un entrepreneur et inventeur américain. Il est connu comme l'inventeur du frisbee.

## Publications
- Fred Morrison and Phil Kennedy, Flat Flip Flies Straight!: True Origins of the Frisbee, Wormhole Publishers, Wethersfield, CT, 2006